# Хромой дьявол
«Хромой дьявол» другое название «Хромой бес» (фр. Le Diable boiteux) — французский чёрно-белый исторический фильм, снятый режиссёром Саша Гитри в 1948 году по сценарию своей пьесы «Le Diable Boiteux. Scènes de la vie de Talleyrand».
Премьера фильма состоялась 29 сентября 1948 года в Париже.

## Сюжет
Фильм посвящён жизни и деятельности Шарля Мориса де Талейрана-Перигора. Знаменитый интриган и манипулятор XVIII—XIX веков подан режиссёром и актёром Гитри как истинный патриот Франции, чьи интриги и манипуляции идут на пользу Франции. Фильм украшают диалоги в лучших традициях Гитри, а его режиссура и игра делают такую трактовку образа Талейрана очень достоверной.

## В ролях
- Саша Гитри — Шарль Морис де Талейран-Перигор
- Пьер Бертен — граф Нессельроде
- Жан Дебюкур — Вильгельм Гумбольдт
- Лана Маркони — мадам Екатерина Ноэль Гран, любовница, затем жена Талейрана
- Морис Эсканд — Рандаль
- Эмиль Дрен — Наполеон I / слуга Талейрана
- Анри Лаверн — король Людовик XVIII / слуга Талейрана
- Морис Тейнак  — Карл X (король Франции) / слуга Талейрана
- Жорж Грей — Арман де Коленкур
- Жак Варенн — генерал Жильбер де Лафайет
- Жозе Ногеро — герцог Хосе Мигель де Карвахаль-Варгас
- Полин Картон — гадалка
- Филипп Ришар — Луи-Филипп I
- Робер Дартуа — граф Ремюза
- Робер Оссейн — гость в белом
- Жорж Спанелли — граф де Монтрон
- Рене Девиллер — герцогиня де Дино
- Хосе Торрес — дон Жуан д’Азкона
- Морис Шуц — Вольтер
- Жанна Фюзье-Жир — Мари-Терез Шампиньон
- Андре Рандаль — лорд Грей
- Говард Вернон — лорд Палмерстон
- Жан Пиа — Фигаро (в «Севильском цирюльнике»)
- Андре Брюно —Бартоло (в «Севильском цирюльнике»)
- Дени Д’Инес — Дон Базилио (в «Севильском цирюльнике»)
- Робер Фавар — Феликс-Антон Дюпанлу
- Морис Эсканде — Меттерних
- Роже Гайяр — виконт Каслри
- Робер Селлер — князь де Полиньяк (нет в титрах)
- Мишель Лемуан — Фердинанд VII (нет в титрах)
- Жорж Ривьер — эпизод (нет в титрах)
- Мишель Насторг — эпизод (нет в титрах)
- Софи Малле — эпизод (нет в титрах)
- Катрин Фонтеней — эпизод (нет в титрах)
- Бернар Деран — эпизод (нет в титрах)
- Макс Дежан — эпизод (нет в титрах)
- Доминик Даврэ — эпизод (нет в титрах)
- Жана Дори — эпизод (нет в титрах)
- Даниэль Чекальди — эпизод (нет в титрах)
- Анн Кампион — эпизод (нет в титрах)
- Жорж Бреа — эпизод (нет в титрах)
- Пьер Лекок — Пьер-Луи Рёдерер

## Съёмочная группа
- Сценарист: Саша Гитри
- Режиссёр: Саша Гитри
- Оператор: Николай Топорков
- Композитор: Луи Бэйдтс
- Монтажер:	Жанетт Бертон
- Художник-постановщик: Рене Рену
- Звукорежиссёр: Жан Риуль